# کریلو پوسپییف
کریلو پوسپییف (انگلیسی: Kyrylo Pospyeyev؛ زادهٔ ۳۰ دسامبر ۱۹۷۵ ‏(۴۹ سال)) دوچرخه‌سوار اهل اوکراین است.وی همچنین از دوچرخه‌سواران بازی‌های المپیک تابستانی ۲۰۰۴ بوده است.
از باشگاه‌هایی که در آن بازی کرده‌است می‌توان به آوروم هتلز و آکوا و ساپونه اشاره کرد.